# ATS D7
ATS D7 – samochód Formuły 1 zaprojektowany przez Gustava Brunnera i skonstruowany przez ATS na sezon 1984. Samochód nie zdobył żadnego punktu i był ostatnim samochodem ATS przed rozwiązaniem zespołu.

## Historia
W 1977 roku niemiecki producent kół ATS rozszerzył działalność, debiutując w Formule 1 jako zespół. Założycielem i szefem ATS był Günther Schmidt. Mimo przyciągnięcia kilku utalentowanych kierowców i projektantów samochody ATS rzadko były konkurencyjne. Zespół zaczął ścigać się w Formule 1 samochodem Penske PC4, ale od 1978 roku produkował własne samochody. Były one początkowo napędzane silnikami Forda.
"Rewolucja turbo" zapoczątkowana przez Renault spowodowała, że ATS zrezygnował z silników Forda i na 1983 podpisał umowę z BMW. Gustav Brunner zaprojektował nadwozie z włókna węglowego, napędzane przez turbodoładowany czterocylindrowy silnik. Mimo zaawansowanych technologicznie materiałów i nowoczesnego silnika ATS D6 nie osiągał dobrych wyników. W tym samym roku, używając tego samego silnika, Nelson Piquet prowadząc Brabhama zdobył tytuł mistrza świata.
Na rok 1984 Brunner zmodyfikował projekt D6, tworząc mniejszy model D7. Wkrótce później opuścił zespół. Manfred Winkelhock nie zdobył ani punktu. Drugim kierowcą na kilka Grand Prix został Gerhard Berger, ale mimo finiszu na szóstej pozycji w Grand Prix Włoch nie zdobył punktów, gdyż w myśl regulaminu nie był uprawnionym do tego kierowcą.
Pod koniec sezonu skończyła się umowa ATS z BMW i zespół został bez silnika, a Schmidt zdecydował się rozwiązać zespół.
Wyprodukowano dwa egzemplarze D7.

## Wyniki w Formule 1
| Legenda oznaczeń w tabelach wyników Wyświetl szablon na nowej stronie | Legenda oznaczeń w tabelach wyników Wyświetl szablon na nowej stronie                                                                     |
| Oznaczenie                                                            | Wyjaśnienie |
| --------------------------------------------------------------------- | --- |
| Złoty                                                                 | Zwycięzca lub mistrzostwo |
| Srebrny                                                               | 2. miejsce lub wicemistrzostwo |
| Brązowy                                                               | 3. miejsce lub II wicemistrzostwo |
| Zielony                                                               | Ukończył, punktował (w klasyfikacji generalnej, gdy zdobył co najmniej jeden punkt na przestrzeni sezonu, poza trzema powyższymi opcjami) |
| Niebieski                                                             | Ukończył, nie punktował (w klasyfikacji generalnej, gdy nie zdobył co najmniej jednego punktu na przestrzeni sezonu)                      |
| Czerwony                                                              | Nie zakwalifikował się (NZ) |
| Czerwony                                                              | Nie prekwalifikował się (NPK) |
| Różowy                                                                | Nie ukończył (NU) |
| Różowy                                                                | Niesklasyfikowany (NS) (w klasyfikacji generalnej, gdy nie został sklasyfikowany w żadnym wyścigu sezonu)                                 |
| Czarny                                                                | Zdyskwalifikowany (DK) |
| Czarny                                                                | Wykluczony (WYK/EX) |
| Biały                                                                 | Nie wystartował (NW) |
| Biały                                                                 | Kontuzjowany (K/INJ) |
| Biały                                                                 | Wyścig odwołany (OD/C) |
| Bez koloru                                                            | Został wycofany (WYC/WD) |
| Bez koloru                                                            | Nie przybył (NP/DNA) |
| Bez koloru                                                            | Nie brał udziału w treningach (NT/DNP) |
| Bez koloru                                                            | Nie został zgłoszony (–) |
| Pogrubienie                                                           | Start z pole position |
| Kursywa                                                               | Najszybsze okrążenie wyścigu |
| †                                                                     | Nie ukończył, ale jego rezultat został zaliczony ze względu na przejechanie więcej niż 90% dystansu wyścigu.                              |
| *                                                                     | Sezon w trakcie |
| 1/2/3                                                                 | Punktowana pozycja w sprincie kwalifikacyjnym                                                                                             |
| Lista systemów punktacji Formuły 1                                    | |

| Sezon | Zespół   | Silnik | Opony | Kierowcy           | 1   | 2   | 3   | 4   | 5   | 6   | 7   | 8   | 9   | 10  | 11  | 12  | 13  | 14  | 15  | 16  | Pkt. | Msc. |
| ----- | -------- | ------ | ----- | ------------------ | --- | --- | --- | --- | --- | --- | --- | --- | --- | --- | --- | --- | --- | --- | --- | --- | ---- | ---- |
| 1984  | Team ATS | BMW    | P     |                    | BRA | ZAF | BEL | SMR | FRA | MCO | CND | DET | DAL | GBR | DEU | AUT | NLD | ITA | EUR | PRT | 0    | 13   |
| 1984  | Team ATS | BMW    | P     | Manfred Winkelhock | WYK | NU  | NU  | NU  | NU  | NU  | 8   | NU  | 8   | NU  | NU  | NW  | NU  | NW  |     |     | 0    | 13   |
| 1984  | Team ATS | BMW    | P     | Gerhard Berger     |     |     |     |     |     |     |     |     |     |     |     | 12  |     | 6   | NU  | 13  | 0    | 13   |